# Каминская, Берта Абрамовна
Берта (Бети) Абрамовна Каминская (1853, Мелитополь, Таврическая губерния, Российская империя — 1878, Мелитополь, Таврическая губерния) — русская революционерка, народница.

## Биография
Еврейка. Родилась в семье состоятельного мелитопольского купца. Получила домашнее образование.
В 1871 году выехала в Цюрих (Швейцария) для учёбы на медицинском факультете Цюрихского университета, затем переехала учиться в Бернский университет.
Находясь за границей, сблизилась с политэмигрантами и радикальными студентами, вошла в кружок «фричей», работала в наборной народнического журнала «Вперёд!».
В 1874 году вернулась в Россию. В конце 1874 года поступила на ткацкую фабрику Носовых в Москве с паспортом Марии Петровны Красновой, вела антиправительственную пропаганду среди рабочих.
В феврале 1875 года принимала участие в выработке устава «Всероссийской социально-революционной организации».
Арестована 4 апреля 1875 года в Москве и привлечена к дознанию по делу о противоправительственной пропаганде (процесс 50-ти).
Находясь в заключении, заболела в 1876 году психическим расстройством и была переведена в больницу Московского тюремного замка для освидетельствования и установления вменяемости, а затем отдана на поруки отцу. Среди товарищей по организации ходили упорные слухи, что отец заплатил за освобождение Берты 5000 рублей.
По Высочайшему повелению 11 ноября 1876 года дело о ней прекращено в связи с невменяемостью по состоянию психического здоровья.
Поправившись, выехала в Петербург, где обучалась сапожному мастерству. Желая поступить на фабрику, переехала в Харьков. До получения места работы жила у отца в Мелитополе.
В 1878 году покончила жизнь самоубийством из-за того, что не могла разделить участь своих товарищей по судебному процессу.